# 18128 Віснер
18128 Віснер (18128 Wysner) — астероїд головного поясу, відкритий 24 липня 2000 року.
Тіссеранів параметр щодо Юпітера — 3,600.
Названо на честь Лори С. Віснер (1985) — аматорки астрономії.